# Нина (светица)
Света равноапостолна Нина Грузинска (на грузински: წმინდა ნინო; на гръцки: Ἁγία Νίνα Ἰσαπόστολος; на арменски: Սուրբ Նունե) е християнска просветителка на Грузия. Тя е патрон на страната, донесла християнството, покръстила царското семейство и мисионерствала за покръстването на грузинския народ в началото на IV век. В Грузия я наричат Нино, Нинон, а в Западна Европа е позната и като Кристина, Кристияна (т.е. християнка). Данните за живота ѝ в източната и западната агиография се различават, като за година на раждане се посочва от 280 до 296 г. сл.Хр., а за година на кончината ѝ – 332 - 335 - 340 г.

## Ранни години
Според източноправославната традиция се приема, че Нина е родом от тогавашната римска провинция Кападокия, в знатно семейство на римския военачалник Завулон и майка Сосана (Сузана), и двамата тайни християни по времето на гоненията на Диоклециан и неговия август Максимиан. По баща е Нина е роднина на Св. великомъченик Георги, а майка ѝ е сестра на Йерусалимския патриарх Ювеналий.
След успешен поход на Завулон срещу разбунтували се гали, той пленява голяма част от тях, но получава нареждане от Максимиан всички пленници да бъдат избити. Използвайки доброто си положение пред него, Завулон се застъпва за тях и ги спасява, като преди това галите били получили християнско кръщение. След като успял да ги освободи, Завулон напуска военната служба и се отправя към Йерусалим, където се запознава със Сосана, оженва се за нея и двамата заминават за родния му град Коластра в Кападокия, където се ражда Нина, единствената им дъщеря.
На 12-т годишна възраст Нина с родителите си се връща обратно в Йерусалим. Баща ѝ Завулон раздава богатството си на бедните и става отшелник, майка ѝ Сосана става дякониса към храма Гроб Господен, а Нина е дадена за отглеждане и обучение на благочестивата старица Ниофора, която я възпитава в християнска вяра. От нея Нина научава, че Хитонът Господен се намира в Иверия, област в днешна Грузия. Тя изпитва огромно желание да посети тази страна, за да му се поклони и започва горещо да се моли за сбъдване на желанието си. Една нощ насън й се явява Богородица и ѝ съобщава, че ѝ е отредено да обърне езическата страна Иверия в християнска вяра. Девойката била обзета от съмнения дали ще успее да се справи с такава трудна задача, но Богородица ѝ дала кръст от сплетени лозови пръчки и казала „Вземи този кръст и отиди в Иверия и проповядвай там благата вест от евангелията на Исус Христос и ще получиш благоволение пред Господа. Аз ще ти бъда щит срещу всички видими и невидими врагове. Със силата на този кръст ти ще издигнеш спасителното знаме на вярата в Моя възлюбен Син и Господ”. Събуждайки се, Нина действително държала кръст от сплетени лозови пръчки в ръцете си, зарадвала се и побързала да сподели съня си със своя чичо, Йерусалимския патриарх, който я благословил за апостолския подвиг. Освен това, Нина била надарена и със способността да лекува с молитва и със силата на своята вяра.

## Покръстването на Иверия
Св. Нина се придвижва към Иверия с група от 35 благочестиви девици, водени от Св. Рипсимия, но са били преследвани както от Диоклециан, така и от царя на все още езическа Армения Тиридат III. Единствена Нина по чудодеен способ успява да се спаси от мъченическа смърт и пристига благополучно в Мцхета, тогавашната столица на езическа Иверия. Намира подслон в семейството на царския градинар и научавайки, че съпругата му е бездетна, с горещи молитви я изцелява от безплодие. Започва да проповядва благата вест за Христос Спасител и същевременно се отдавава на целителска дейност. Слухът за нея достига до царицата на Грузия Нана, страдаща от неизлечима болест. С усърдни молитви Св. Нина успява да ѝ върне здравето, което кара царицата Нана да повярвя в Христа, да отхвърли езичеството и да се покръсти от Св. Нина (предполагаемо през 314 г). Светицата продължава своята проповедническа и целебна дейност и става широко известна в страната.
Въпреки това, царят на Иверия Мириан III, подучван от своите езически съветници, решил да погуби Св. Нина. Според едни предания, докато се опитвал да измисли подходящо наказание за нея, а според други – просто по време на лов, царят и свитата му внезапно ослепели. В ужас царят се обърнал за помощ към върховния си бог Армази, но напразно, тъмата се разпростирала навред. Като последна възможност царят се помолил на „бога на Нино”, т.е. на Исус Христос, и тоз час слънцето се показало и огряло всичко с лъчите си. Датата на събитието е 6 май 319 г., когато от територията на Кавказ било наблюдавано пълно слънчево затъмнение. Впечатлен от силата на християнския бог, царят сам приема светото кръщение, а след него и дворцовата аристокрация. Цар Мириан III (канонизиран след смъртта си за светец) въвежда християнството като официална религия в царството си през 326-327 г. За целта моли император Константин I да изпрати в Грузия епископ и духовници, които да покръстят и народа му. Грузинската православна църква приема, че покръстването на царството е станало през 326 г.н.е., въпреки че някои отдалечени планински райони запазват езическите си богове до V-VI век.
Св. Нина продължава своята проведническа и мисионерска дейност в по-отдалечени райони, а цар Мириан започва строителството на първата християнска църква през 334 г, завършена през 379 г. Днес на нейно място се издига катедралният патриаршески храм Светицховели в Мцхета.
Към края на живота си Св. Нина се оттегля в планинския проход Бодбе. Св. Нина почива около 335-340 г. Мощите ѝ се намират в женския манастир Св. Георги (по-известен като Бодбе манастир), изграден през IX век в най-източната област Кахетия в днешна Грузия.

## Почит
Св. Равноапостолна Нина Грузинска се чества на 14 януари от Православната и от Католическата църква. Множество храмове и манастири в Грузия и Русия са посветени на името ѝ. Най-ранното житие на Света Нина от неизвестен грузински автор е датирано към средата на IX век. Нина е сред най-популярните момичешки имена в Грузия.